# Chiesa di San Leo (Voghiera)
La chiesa di San Leo è la parrocchiale di Voghenza, frazione di Voghiera in provincia di Ferrara. Risale al IV secolo.

## Storia
Voghenza sicuramente sin dal IV secolo fu sede vescovile e l'allora chiesa cattedrale era intitolata a Santo Stefano. Quando l'antico fiume Sandalo iniziò ad inaridirsi ed a perdere la sua importanza come via fluviale di comunicazione tra la zona del ferrarese e quella ravennate e le invasioni barbariche devastarono la zona fra il VII e l'VIII secolo l'allora sede vescovile venne spostata a Ferrara. L'ultimo vescovo fu san Maurelio, patrono di Ferrara assieme a san Giorgio.
In tal modo nell'XI secolo l'antica cattedrale di Voghenza fu ridotta a semplice parrocchia e la chiesa ebbe intitolazione a San Leo.
Ebbe una fonte battesimale a partire dal XVII secolo.
Nel 1714 l'edificio fu oggetto di una importante ricostruzione.
Quando il secondo conflitto mondiale stava per concludersi, il 21 aprile 1945, la chiesa venne danneggiata in modo gravissimo da un'incursione aerea alleata e fu ricostruita nel primissimo dopoguerra.
Negli anni sessanta venne arricchita di una cappella dedicata alla Madonna di Pompei e fu realizzato anche un sacrario alla memoria dei caduti durante il primo conflitto mondiale.